# Constitution du Luxembourg
Lire en ligne
Constitution luxembourgeoise de 1856
La Constitution du Luxembourg (en luxembourgeois : Lëtzebuerger Constitutioun ; en allemand : Luxemburgische Verfassung) est la loi fondamentale du Luxembourg. 

## Historique
À l'époque où le Grand-duché de Luxembourg était un territoire privé de la maison d'Orange-Nassau, la Constitution du 17 octobre 1868, qui a entretemps été modifiée et amendé régulièrement (la dernière version qui est applicable à partir du 1er juillet 2023), rétablit initialement l’équilibre entre le pouvoir exécutif que le Roi Guillaume III des Pays-Bas, également grand-duc de Luxembourg continuait à détenir et le pouvoir législatif qu’il partageait de nouveau avec la Chambre des Députés. Progressivement, la puissance souveraine n’est plus détenue par le grand-duc, mais réside dans la Nation.
En 1890, le grand-duc Guillaume III meurt ne laissant qu'une fille. Celle-ci lui succède sur le trône des Pays-Bas mais le Luxembourg, soumis à la Loi salique, passe à un très lointain cousin, Adolphe de Nassau. Celui-ci décède en 1905. Son fils, le grand-duc Guillaume IV de Luxembourg, de son mariage avec la princesse Marie-Anne de Bragance a six filles mais pas de fils. La loi salique est abrogée et l'aînée des princesses, Marie-Adélaïde, succède à son père en 1912.
Le 15 mai 1919, à la suite de la Première Guerre mondiale, la grande-duchesse Marie-Adélaïde de Luxembourg doit abdiquer et cède le trône à sa sœur cadette Charlotte de Luxembourg. La Constitution fait alors l’objet d’une révision visant à introduire le principe démocratique selon lequel la souveraineté réside dans la Nation et le suffrage universel. Il est ainsi mis fin au suffrage censitaire et les hommes et les femmes, remplissant les conditions d’électeurs, sont admis au même titre aux urnes.
Depuis la fin de la Seconde Guerre mondiale en 1945 jusqu’en 1988, sous les règnes de la grande-duchesse Charlotte et de son fils le grand-duc Jean, la Constitution a été modifiée à neuf reprises. Parmi ces révisions constitutionnelles, il convient de relever notamment :
- - Sous le règne de la grande-duchesse Charlotte :
- la révision du 28 avril 1948[1], qui, à la suite des événements des deux guerres mondiales, a modifié le statut international du pays, en supprimant à l’article 1er de la Constitution la neutralité perpétuelle du grand-duché de Luxembourg. En outre, depuis 1948, l’article 11 de la Constitution garantit les droits naturels de la personne humaine et de la famille, le droit au travail, les libertés syndicales ainsi que d’autres droits ;
- la révision du 25 octobre 1956[2],[3] a eu pour objet de modifier l’article 37 de la Constitution et d’introduire un nouvel article 49bis afin de permettre à notre pays d’adhérer aux traités européens prévoyant la dévolution temporaire de pouvoirs souverains à des organisations internationales ;

- - Sous le règne du grand-duc Jean :
- la révision du 27 janvier 1972[4] a réduit l’âge de l’électorat actif et passif de 21 à 18 ans respectivement de 25 à 21 ans ;
- la révision du 13 juin 1979[5] a, entre autres, modifié l’article 107 relatif aux communes, en consolidant les pouvoirs des communes comme collectivités territoriales autonomes gérant leur patrimoine et leurs intérêts propres ;
- la révision du 25 novembre 1983[6],[7],[8] a actualisé les formules de serment du grand-duc et du régent, des députés et des fonctionnaires par la suppression du bout de phrase « Ainsi Dieu me soit en aide ».

Depuis 1988, le rythme des révisions constitutionnelles s’est accéléré, si bien qu’entre 1988 et 2008, sus les règnes du grand-duc Jean puis de son fils le grand-duc Henri, la Constitution a connu 24 cycles de modifications. Parmi ces modifications, on peut citer notamment :
- la fixation à 60 du nombre des députés en 1988 ;
- la réforme du Conseil d’Etat, la création des juridictions administratives et de la Cour constitutionnelle en 1996 ;
- l’abolition de la peine de mort en 1999 ;
- la création de la base constitutionnelle en vue de l’approbation du Statut de la Cour pénale internationale en 2000 ;
- la réforme des dispositions sur le pouvoir réglementaire et l’inscription dans la Constitution des établissements publics en 2004 ;
- la reformulation des règles relatives à l’immunité des députés et des conditions pour lever celle-ci en 2006 ;
- la réforme des dispositions sur la nationalité luxembourgeoise en 2008 ;
- la suppression de la prérogative du grand-duc de sanctionner les lois en 2009.

## La future Constitution
Depuis 2005, les députés travaillent sur une refonte totale de la Constitution actuelle. L’objectif est d’adapter la loi fondamentale du Luxembourg, initialement rédigée en 1868, aux besoins d’une démocratie moderne. Ces réflexions ont été menées au sein de la Commission de la Révision constitutionnelle. Quatre députés — un représentant de chaque groupe politique — ont chapeauté les travaux en tant que co-rapporteurs : Alex Bodry (LSAP), Simone Beissel (DP), Sam Tanson (qui a remplacé Claude Adam) (Gréng) et Léon Gloden (CSV).
Une majorité qualifiée de deux tiers des 60 députés est nécessaire lors d'un vote à la Chambre pour tout changement de la Constitution. Les députés ont adopté le 6 juin 2018 un rapport qui marque un point final aux réflexions en vue d’une nouvelle Constitution. Il fixe une dernière version du texte et retient l'accord politique d'une large majorité des députés. La question de savoir à quel moment un premier vote pourrait être organisé à la Chambre devra être tranché par le Parlement issu des élections du 14 octobre 2018. Le deuxième vote devrait être remplacé par un référendum.
À plusieurs reprises, les citoyens ont eu leur mot à dire : plusieurs propositions citoyennes ont été retenues dans la dernière version du texte. Ces idées avaient été soumises par des citoyens via le site internet Är Virschläi et présentées lors d’une l’audition publique en juillet 2016. Il s’agit entre autres de certains objectifs de l’État, de certains droits et fonctions concernant les droits des enfants et des animaux, la promotion de la culture et la protection du patrimoine ou encore l’introduction d’une initiative citoyenne. Parallèlement, la Chaire de recherche en études parlementaires de l’université du Luxembourg a mené un projet de recherche (Constitulux) qui avait comme finalité de contribuer à la compréhension des attentes des citoyens de nationalité luxembourgeoise en matière de réformes constitutionnelles. De plus, lors du référendum consultatif de juin 2015, les citoyens avaient rejeté trois propositions concernant le droit de vote des étrangers sous certaines conditions, le droit de vote facultatif à 16 ans ainsi qu’une limitation à dix ans consécutifs des mandats ministériels.